# Manuel Rodríguez Lozano
Manuel Antonio Rodríguez Lozano, né à Mexico le 4 décembre 1891 et mort dans la même ville le 27 mars 1971, est un artiste peintre mexicain.